# يوكا أكيوشي
يوكا أكيوشي (باليابانية: 秋吉優花) هي مغنية يابانية، ولدت في 24 أكتوبر 2000.